# CZ 100半自動手槍
CZ 100是一款由捷克槍械製造商烏爾斯基·布羅德兵工廠所設計和在1995年生產的輕量級半自動手槍，是ČZ走進聚合物底把市場的手槍之一。主要發射9×19毫米和.40 S&W這二種口徑的手枪子彈。它具有一款姐妹型號為CZ 110，為其雙／單動操作扳機。
隨後CZ 100於2000年重新推出，稱為CZ 100B。除了新增可調節式瞄準具、扳機和擊發機構的操作，以及套筒和外部鋼製部件的清潔加工以外，它在其餘的多數方面都相同。

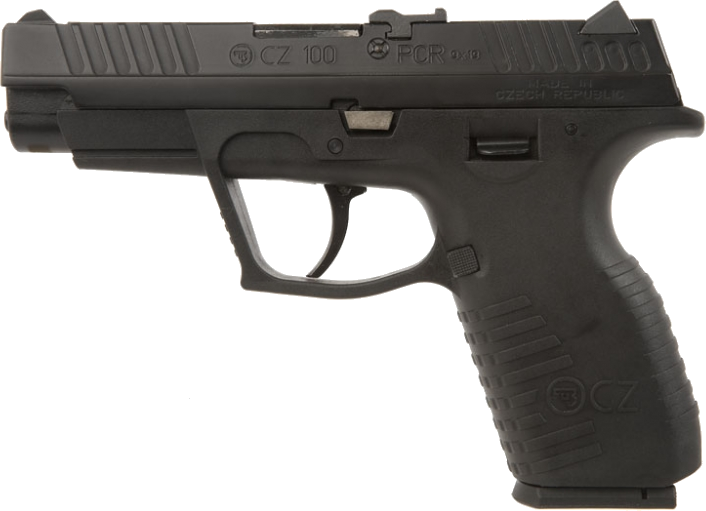
發射9×19公釐帕拉貝倫彈的CZ 100手枪。

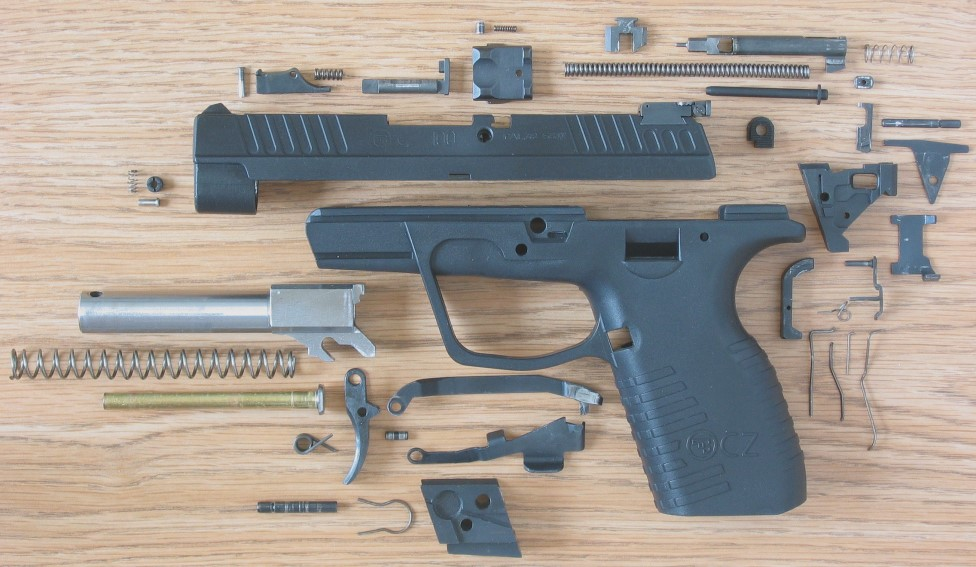
CZ 100手枪完全分解。

## 概述
CZ 100具有許多重要的手槍特點。它是一把擊錘內置式扳機純雙動操作（DAO）型手槍；這意味著，除非扣動扳機，擊發系統不會有張力。該槍具有自動撞針保險裝置。它亦被構造為可單手拉機，在套筒以上、拋殼口後方裝有一突起物用以與固定的表面的邊緣物推壓，以向後拉動套筒。該槍使用常見的白朗寧凸輪作為槍機。.40 S&W口徑型具有簡易補償器。專屬戰術附件導軌可讓該槍裝上雷射瞄準器或戰術燈，但也只可裝有專屬型號。

## 使用國
- ：1998年為內政部購買了10把手槍。[1]目前這些手槍被當地特種警察所使用。

## 流行文化

### 電影
- 2002年—：殺手「教授」（克萊夫·歐文飾演）所使用的槍錯誤地從瓦爾特P5C變成該槍。
- 2013年—：裝上消聲器，由安比·鄧（Embee Deng，諾索·安諾茲飾演）所使用。

### 电视剧
- 2002年—：2003年8月10日第2季第10集（播出順序為第23集）「風暴警告」（Storm Warnings）之中，由莫鄒大哥（Brother Mouzone）所使用。

### 动画
- 1995年—《攻殼機動隊》：由機械生化人草薙素子（CV：田中敦子）和公安九課成員所使用。
- 2012年—

## 資料來源
1. ↑  1998年8月5日哈薩克斯坦共和國政府第744號決議「關於哈薩克斯坦共和國內政部批准從捷克共和國進口的武器和彈藥等用品」（Постановление Правительства Республики Казахстан № 744 от 5 августа 1998 года "О разрешении Министерству внутренних дел Республики Казахстан ввоза оружия с боеприпасами и принадлежностями из Чешской Республики"）

## 外部連結
- （英文）—Modern Firearms—CZ 100（页面存档备份，存于）
- （英文）—Weapon.ge—CZ 100（页面存档备份，存于）
- （简体中文）—槍炮世界—CZ 100手枪 （页面存档备份，存于）